# Бяла Подляска
Бя̀ла Подля̀ска (на полски: Biała Podlaska; на руски: Бяла-Подляска') е град в Източна Полша, Люблинско войводство. Административен център е на Бялски окръг и на Бялска община без да е част от тях. Самият град е обособен в градски окръг с площ 49,40 км2.

## География
Градът се намира в историческия регион Полесия. Разположен е близо до границата с Беларус край реките Клуковка и Кшна, леви притоци на Западен Буг.

## Население
Населението на града възлиза на 58 000 души (2012 г.). Гъстотата е 1174 души/км2.

## Фотогалерия
- Църква „Св. Анна“
- Площад „Волношчи“
- Железопътната гара в града
- Улица „Бжеска“